# Wołowniki (obwód miński)
Wołowniki (biał. Валоўнікі, Wałouniki; ros. Воловники, Wołowniki) – wieś na Białorusi, w obwodzie mińskim, w rejonie dzierżyńskim, w sielsowiecie Putczyna.

## Historia
W Rzeczypospolitej Obojga Narodów leżały w województwie mińskim, w powiecie mińskim. Wchodziły w skład klucza starzyńskiego hrabstwa kojdanowskiego Radziwiłłów. Zamieszkane były przez szlachta zaściankową. Odpadły od Rzeczypospolitej w 1793 w wyniku II rozbioru.
W XIX i w początkach XX w. położone były w Rosji, w guberni mińskiej, w powiecie mińskim, w gminie Rubieżewicze. Po I wojnie światowej pod administracją polską, w Zarządzie Cywilnym Ziem Wschodnich, w okręgu mińskim, w powiecie mińskim, w gminie Rubieżewicze.
W wyniku postanowień traktatu ryskiego znalazły się w granicach Związku Sowieckiego. W latach 1932–1937 w Polskim Rejonie Narodowym im. Feliksa Dzierżyńskiego. Od 1991 w niepodległej Białorusi.